# 寬顴弓獸
寬顴弓獸（學名Euryzygoma）是澳洲一屬已滅絕的有袋類。